# ゲームスコア
ゲームスコア (Game score) は、野球における先発投手の投球内容を評価するためにビル・ジェームズが考案したセイバーメトリクス指標である。バージョン2.0では40ポイントからスタートする(大リーグはこれを利用している)。

## 算出方法
1. 50ポイントからスタートする。
2. アウトを1つを取ると1ポイント追加。
3. 5回からは1イニングを投げ終えると2ポイント追加。
4. 三振1つを奪うと1ポイント追加。
5. 被安打1本打たれると2ポイントを減点。
6. 自責点1点につき4ポイントを減点。
7. 自責点以外の失点1点につき2ポイントを減点。
8. 四球1つを与えると1ポイントを減点。

メジャーリーグにおける9イニングの最高は1試合20奪三振を記録した1998年5月6日のケリー・ウッドの105ポイントだが、日本プロ野球では2022年4月10日の完全試合における佐々木朗希が106ポイントを記録した。